# Препарата, Франко
Франко Препарата (родился в декабре 1935) — известный специалист в области информатики. Наиболее известен благодаря своей книге по вычислительной геометрии 1985 года, которую написал вместе с Майклом Шеймосом, которая много лет была основным университетским учебником по вычислительной геометрии. Но Препарата также работал во многих других отраслях информатики: его начальная работа была по теории кодирования, а его работа 1981 года по распределенным вычислениям, описывающая компьютерные сети в виде кубическо-связных циклов до сих пор часто цитируется, как и его публикация 1967 года на тему диагностирования ошибок. Его работу 1991 года с Чжоу и Кангом на тему задержек взаимосвязи в VLSI в 1993 отметили «Darlington Best Paper Award» с IEEE Circuits and Systems Society, также внимание медиа привлекла его недавняя работа по вычислительной биологии.

## Избранная библиография
- Preparata, Franco P.; Metze, G.; Chien, R. T. On the Connection Assignment Problem of Diagnosable Systems (англ.) // IEEE Transactions on Electronic Computers[англ.] : journal. — 1967. — Vol. EC—16, no. 6. — P. 848—854. — doi:10.1109/PGEC.1967.264748.

- Franco P. Preparata, Raymond T. Yeh, Introduction to Discrete Structures for Computer Science and Engineering (Addison-Wesley series in computer science and information processing), 1973, ISBN 0-201-05968-1

- Preparata, Franco P.; Shamos, Michael I. Computational Geometry (неопр.). — Springer-Verlag, 1985. — (Monographs in Computer Science). — ISBN 978-0-387-96131-6.

- Preparata, Franco P.; Vuillemin, Jean. The cube-connected cycles: a versatile network for parallel computation (англ.) // Communications of the ACM : journal. — 1981. — Vol. 24, no. 5. — P. 300—309. — doi:10.1145/358645.358660.

- Zhou, D.; Preparata, Franco P.; Kang, Sung Mo. Interconnection delay in very high-speed VLSI (неопр.) // IEEE Transactions on Circuits and Systems. — 1991. — Т. 38, № 7. — С. 779—790. — doi:10.1109/31.135749.